# Prix Israël
Le prix Israël est le prix le plus prestigieux décerné chaque année par l'État d'Israël à des personnalités israéliennes ou à des organisations ayant marqué l'année d'un point de vue artistique, culturel ou scientifique. Instauré en 1953 par Ben-Zion Dinur, ministre de l'Éducation, le prix est remis lors d'une cérémonie nationale annuelle à Jérusalem, le jour précédant la date anniversaire de l'indépendance du pays, Yom Ha'atzmaout.
Il est décerné pour chacun des domaines suivants :
- études juives ;
- lettres ;
- sciences ;
- sciences sociales ;
- sciences exactes ;
- art et culture.

## Lauréats
Parmi les lauréats les plus célèbres :
- Jacob Levitzki (1953)
- Shmuel Yosef Agnon (1954 et 1958)
- Hugo Bergmann (1954 et 1974)
- Nehama Leibowitz (1956)
- Martin Buber (1958)
- École des beaux-arts de Bezalel (1958)
- Gershom Scholem (1958)
- Menachem Mendel Kasher (1963)
- Léah Goldberg (1970)
- Ovadia Yossef (1970)
- Shmuel Eisenstadt (1973)
- Leïb Rochman (1975)
- Menachem Elon (1979)
- David Flusser (1980)
- Anna Ticho (1980)
- Yehuda Amichaï (1982)
- Aharon Appelfeld (1983)
- Makram Khoury (1987)
- Haim Gouri (1988)
- Adin Steinsaltz (1988)
- Elihu Katz (1989)
- Zubin Mehta (1991)
- Émile Habibi (1992)
- Moshé Idel (1993)
- Yeshayahou Leibowitz (1993)
- Robert Aumann (1994)
- Abraham Yehoshua (1995)
- Moshe Gil (1998)
- Amos Oz (1998)
- Shulamit Aloni (2000)
- Abba Eban (2001)
- Ephraim Kishon (2002)
- Joseph Bernstein (2004)
- Yigal Tumarkin (2004)
- Al Schwimmer (2006)
- Yisrael Meir Lau (2008)
- Zeev Sternhell (2008)
- David Lévy (2018)

## Controverses
Parmi les controverses les plus célèbres :
- 2021, Yehuda Meshi Zahav, accusé d'agressions sexuelles contre des hommes, des femmes et des enfants, il refuse son prix[1] ;
- 1993, Yeshayahou Leibowitz aura eu un large écho international.

En 2021 également, le comité avait choisi Oded Goldreich de l’institut Weizmann ; mais ce chercheur ayant signé à appel à boycotter l’université Ariel de Cisjordanie, car elle refuse les étudiants palestiniens, le ministre Yoav Gallant refuse de lui décerner, une loi de 2011 criminalisant les appels à boycotter Israël. L’appel à la Cour suprême n’a pas tranché nettement dans un sens ou dans l’autre.
Le comité du prix choisit Eva Illouz pour recevoir ce prix en 2025. En mars 2025, le ministre israélien de l'Éducation, Yoav Kisch, annule la sélection d'Illouz, la décrivant comme animée par une « idéologie anti-israélienne » car elle a signé un appel en 2021 demandant à la Cour pénale internationale d'enquêter sur les potentiels crimes de guerre commis par l'armée israélienne en Cisjordanie,.